# 噶廈

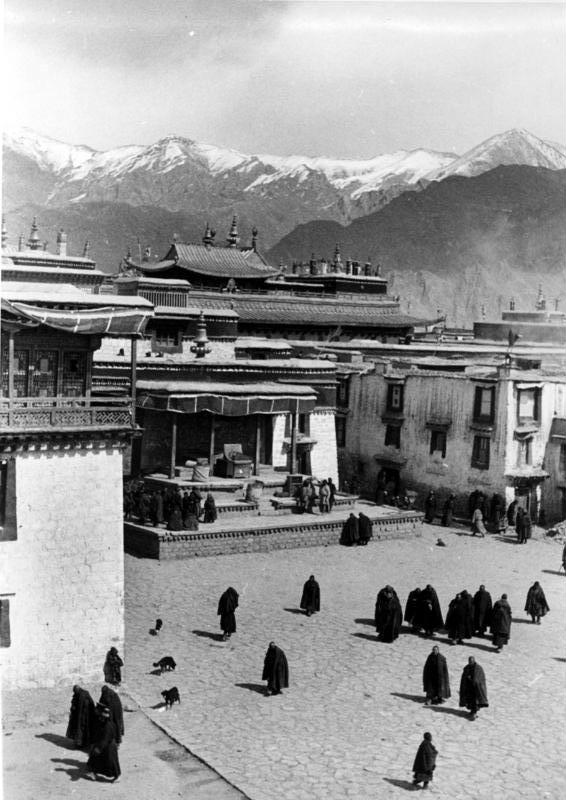
位于拉萨的原噶廈駐地大昭寺

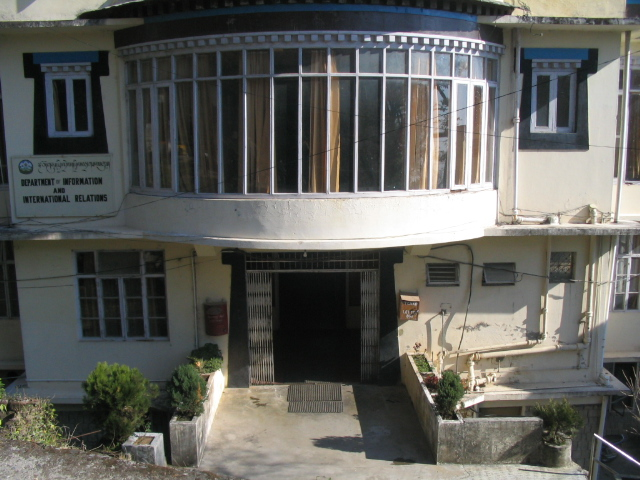
位於印度達蘭薩拉的流亡噶廈

噶厦（藏語：བཀའ་ཤག་，威利转写：bkaʼ-shag，THL：ka-shak，藏语拼音：Gaxag，標準藏語发音：[ˈkáɕaʔ]），一譯“噶沙”，是噶倫辦理政事之所，為舊時西藏的行政中心。藏語又稱第巴雄（藏語：སྡེ་པ་གཞུང་，威利转写：sde pa gzhung，「第巴政府」）、博雄（藏語：བོད་གཞུང་，威利转写：bod gzhung，「西藏政府」）。此機構於清代乾隆十六年（1751年）始置。噶廈駐地在拉薩大昭寺，長官為噶倫，秉承達賴喇嘛旨意辦事。1912年清朝滅亡後駐藏大臣等清朝官員被逐出境。十三世達賴喇嘛返藏並掌握軍政實權。此後在1912年至1959年期間，噶廈成為事實上的西藏政府。
1959年，十四世達賴喇嘛流亡印度，中華人民共和國政府废除噶厦，籌建西藏自治區。部分噶廈官員隨達賴喇嘛流亡印度。同年，十四世達賴喇嘛在達蘭薩拉設立西藏流亡政府，該流亡政府所設的內閣被稱為噶廈。

## 背景
西藏第五世達賴喇嘛在位期間，經歷長期內戰後統一西藏，從1642年起實行政教合一的雙頭政治制度。
康熙末年清廷進入西藏驅逐準噶爾入侵後，西藏世俗政事由清廷任命的數名噶倫辦理。雍正年間阿爾布巴之亂平定後，清廷令噶倫頗羅鼐總理西藏政務，受駐藏大臣節制。頗羅鼐執政期間，“克盡忠誠，實心效力”，深得朝廷倚重。乾隆四年（1739年），因招撫巴勒布三部（在今尼泊爾加德滿都谷地）罷兵有功，頗羅鼐晉封多羅郡王，成為清代權勢最重的西藏王公。乾隆十二年（1747年）頗羅鼐病故，朝廷封其次子珠爾默特那木札勒襲郡王爵，並兼理噶倫事務。珠爾默特那木札勒“素不信奉達賴喇嘛，心懷仇隟”，表面上順從駐藏大臣，暗中聯絡蒙古準噶爾部，伺機起兵反叛。乾隆十四年（1749年），珠爾默特那木札勒殺死其長兄珠爾默特策布登，控制了阿里。乾隆十五年（1750年），駐藏大臣傅清、拉布敦迫於情勢，誘殺珠爾默特那木札勒，两人旋即被其余党卓呢爾（官名）羅卜藏札什所杀。隨後，朝廷派四川總督策楞領兵入藏平叛。

## 沿革
西藏1751年廢除攝政職位，由噶廈取代。
根據《清史稿》等漢文史料的記載，珠爾默特那木札勒之亂後，策楞上奏善後事宜十三條，對西藏政治制度進行改革。為避免權力集中於一人之手，朝廷不再授西藏噶倫以札薩克爵位，防止世襲貴族擅權。乾隆帝決定扶植朝廷冊封的第七世達賴喇嘛格桑嘉措，削弱西藏噶倫、札薩克台吉等世俗官員的權力。。乾隆十六年（1751年），清朝正式頒行《西藏善後章程》十三條，規定噶倫員額為四人，且必須于公所（噶廈）辦理政事。“查舊例噶隆會辦事件，原有噶沙之公所衙門。自頗羅鼐後，各噶隆竟不赴公所，俱於私宅辦事。……今噶隆業已照例補放，自應遵照舊例，遇有應辦事件，俱赴公所會辦。”章程擴大了駐藏大臣的職權，並首次正式規定了達賴喇嘛的世俗權力。此後，西藏的政治權力由噶倫俗官系統轉入達賴喇嘛僧官系統之手，噶廈則成為達賴喇嘛屬下的辦事機構。噶倫的權力被大大削減，終清一代噶倫專權的情形不再出現。乾隆五十八年（1793年），清軍在廓爾喀之役后，福康安奏請頒行《欽定藏內善後章程》，更加細化了噶廈的職權。清末宣統年間，駐藏大臣聯豫推行新政，趙爾豐在川邊和康、衛地區主持改土歸流，噶廈權力一度受到削弱。
西藏獨立運動人士所採納的說法，同漢文史料的說法存在很大出入。夏格巴·旺秋德丹在其《西藏政治史》中認為，因為攝政一個人手中權力過大，1751年，時年43歲的第七世達賴喇嘛取消攝政職位，由“噶廈”來管理西藏政府。達賴喇嘛成為西藏的精神和政治領袖；1750年後，中國不再任命西藏王，默認達賴喇嘛對西藏（不含康巴、安多和拉達克）的主權。

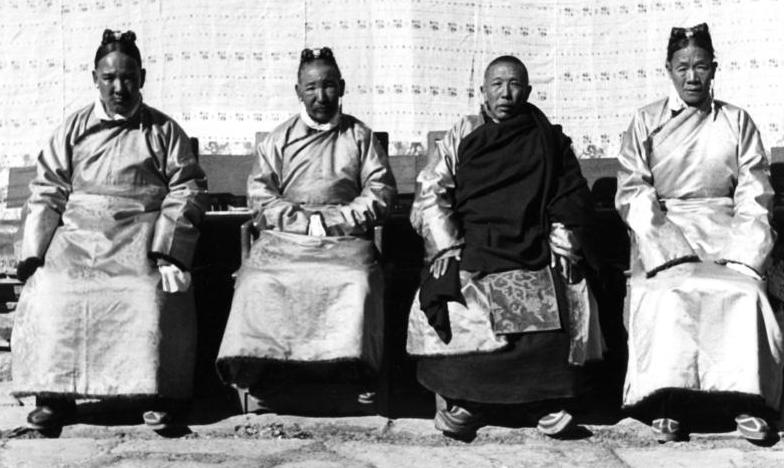
噶廈1939年的四位噶倫

1911年辛亥革命後，拉薩發生第一次驅漢事件，駐藏大臣被逐出拉薩返回漢地。十三世達賴喇嘛自印度返回西藏，發佈水牛年文告，宣佈解除同清朝的供施關係。此後，雖然北洋政府改設西藏辦事長官一職，其後的國民政府又設立蒙藏委員會駐拉薩辦事處，但實際上在整個中華民國大陸時期，中國政府都無力對西藏內部事務施加影響，中国大陆學者亦指出「中央政府與西藏地方的關係極為不正常」。噶廈成為西藏的最高行政機構，直屬於達賴喇嘛。第五世熱振呼圖克圖執政及達札活佛攝政時期，噶廈的權力達到頂點，實際上成為西藏政府。
1959年3月西藏騷亂後，中華人民共和國國務院廢除噶廈官制，并于1965年成立西藏自治区。達賴喇嘛帶領部分噶廈成員逃往隆子宗，最後駐留印度北部的達蘭薩拉，建立西藏流亡政府。西藏流亡政府所設噶廈為其最高行政機關，由一位首席噶倫和不超過七位的噶倫組成。

## 管轄區域
清代噶廈的管轄區域並不包括今西藏自治區的全部。清乾隆後期，噶厦管轄前藏、後藏和阿里的大部分宗、谿卡，以及布噜克巴（今不丹）、哲孟雄（锡金）的小部份地區。西藏東北的霍爾三十九族隸屬於夷情章京、當雄的達木蒙古由駐藏大臣衙門直轄。後藏日喀則周邊的十幾個宗及藏內各地的班禪遊牧由班禪額爾德尼商上管轄。前藏東部的波密、白马崗（今墨脫）一帶由波密土王管轄。喀木地區的察木多（昌都）、乍丫（察雅）等地由當地呼圖克圖各自管轄。阿里以西的拉達克由拉達克王管轄。

## 噶廈官制
- 噶倫：四人，為噶廈長官，綜理藏務。乾隆十六年定噶倫為三俗一僧，正三品。西藏的日常行政事務，由噶倫擬定後呈送駐藏大臣、達賴喇嘛批准施行。
- 孜本：四品俗官，主管噶廈财政和人事，地位仅次于噶伦
- 堪穷：噶廈僧官衔名，相当四品。
- 仁希：四品官
- 商卓特巴（phyag-mdzod-pa）[17]：三人，四品，掌管庫務。
- 代本（mdav-dpon）[17]，舊譯“戴琫”：六人，四品，即藏军的团长。統領西藏各處藏兵。其下有五品如琫十二人，六品甲琫二十四人，七品定琫一百二十人。
- 堪布：一般为喇嘛教寺院僧职官，是寺院或其下属机构主持人，此处是指参与原噶廈公务的僧官
- 堪仲：堪布秘书
- 拉薩尼倉（lha sa gnyer tshang），又稱拉尼（lha gnyer）、業爾倉巴：五品，掌管糧務。
- 協爾幫（bsher-dpang）[17]：二人，五品，掌管刑名。
- 雪德巴（zhol-sde-pa），舊譯碩第巴，簡稱雪尼（zhol gnyer）：二人，五品，管理布達拉宮。
- 達本（rta dpon），舊譯“達琫”：二人，六品，管理馬厰。
- 噶廈辦事大仲譯：二人，六品
- 卓尼爾（mgron gnyer）[3]：二人，六品
- 噶廈辦事小仲譯：二人，七品
- 管門第巴：三人
- 管糍粑第巴：二人
- 管草第巴：一人
- 管柴第巴：二人
- 管帳房第巴：二人
- 管牛羊厰第巴：三人

### 下屬機構
- 譯倉，藏語稱“仲譯”（藏語：དྲུང་ཡིག，威利转写：drung-yig，舊譯“中譯”），即秘書處，設五品僧官“仲譯欽波”四人，實際上直屬于達賴喇嘛，並保管達賴喇嘛之印鑑。噶廈的公文須經譯倉鈐印後方才生效。
- 商上（藏語：རྩིས་ཁང་，威利转写：rtsis-khang），藏語稱“孜康”，掌管財政、稅務，為“喇嘛庫藏出納之所”[18]。長官為“孜本”（藏語：རྩིས་དཔོན་，威利转写：rtsis-dpon，舊譯“仔琫”）三人或四人，四品。
- 列空（藏語：ལས་ཁུངས，威利转写：las-khungs），意為“局”。如雪巴列空、寳藏局等。
- 朗孜廈（舊譯朗仔轄），是拉薩的城市管理機構、司法機構，兼為噶廈監獄，位于大昭寺北。

## 西藏流亡政府的噶廈
1959年，十四世達賴喇嘛流亡印度達蘭薩拉之後設立西藏流亡政府。在達蘭薩拉，達賴喇嘛重新設立了噶廈這個機構，相當於西方國家的內閣。噶廈曾直屬於達賴喇嘛領導之下，直到2011年才結束這個局面。
西藏流亡政府的噶廈與西藏流亡議會、最高司法委員會分別為行政、立法、司法的機構，實行三權分立。
自1960年起至今，該流亡政府十四屆噶廈。噶廈由一名噶倫赤巴與數名噶倫組成，這兩個職位分別相當於總理和部長。2012年9月，噶倫赤巴改名為司政。

### 引用
1. ↑  廈音夏，注音：ㄍㄚˊ ㄒㄧㄚˋ，漢語拼音：gá xià
2. ↑  Melvyn C. Goldstein; Gelek Rimpoche. . University of California Press. January 1989: 14. ISBN 978-0-520-06140-8.（英文）
3. 1 2   (PDF).   [2019-04-18]. （原始内容存档 (PDF)于2021-01-10）.
4. 1 2  內閣--噶廈 （页面存档备份，存于）財團法人達賴喇嘛西藏宗教基金會
5. 1 2  Sinha, Nirmal C.  (PDF). Bulletin of Tibetology. 1968-11-12, V (3): 13–27  [2010-10-18]. （原始内容存档 (PDF)于2011-10-07）.（英文）
6. ↑  《清高宗實錄》卷二八六
7. ↑  《外藩蒙古回部王公表傳》卷九十西藏總傳
8. ↑  《高宗實錄》三七七
9. ↑   . 维基文库.
10. 1 2  Rolf Alfred Stein（英语：Rolf Stein）. . Stanford University Press. 1972年: 85–88. ISBN 978-0-8047-0901-9.（英文）
11. 1 2  . Namgyal Monastery: Personal Monastery of 14th Dalai Lama. 2009-12-18  [2010-10-18]. （原始内容存档于2011-07-14）.（英文）
12. 1 2  Thubten Samphel-Tendar. . 達賴喇嘛序. New Delhi: Roli & Janssen. 2004年: 101. ISBN 978-0893469184.（英文）
13. ↑  Shakabpa, Tsepon W. D. . New Haven: Yale University Press. 1967年: 150  [2014-12-28]. ISBN 978-0961147419. （原始内容存档于2015-05-16）.（英文）
14. ↑  《藏事輯要》卷六
15. ↑  Shakabpa, Tsepon W. D. . New Haven: Yale University Press. 1967年: 150. ISBN 978-0961147419.（英文）
16. ↑  中国边疆通史丛书，《西藏通史》，中州古籍出版社，561页
17. 1 2 3  .   [2019-04-18]. （原始内容存档于2019-05-02）.
18. ↑  《清史稿》卷一百一十七職官志
19. ↑  The Charter of Tibetans in-Exile （页面存档备份，存于）, Article 20 of the Constitution of Tibet, retrieved 2010-03-19.
20. ↑  .   [2019-04-12]. （原始内容存档于2019-05-02）.